# Repubblica Socialista Sovietica Autonoma dei Komi
La Repubblica Socialista Sovietica Autonoma dei Komi (in russo Коми Автономная Советская Социалистическая Республика?, Komi Avtonomnaja Sovetskaja Socialističeskaja Respublika), abbreviato in RSSA dei Komi, era una repubblica autonoma della RSFS Russa, all'interno dell'Unione Sovietica. Fu fondata nel 1936 come successore dell'Oblast' autonoma di Komi-Zyryan.
Nel 1991 è diventata la Repubblica dei Komi, un soggetto federale della Russia.